# フォルクスワーゲン・アトラス
アトラス（ATLAS）は、フォルクスワーゲンAGが製造・販売している自動車である。

## 概要

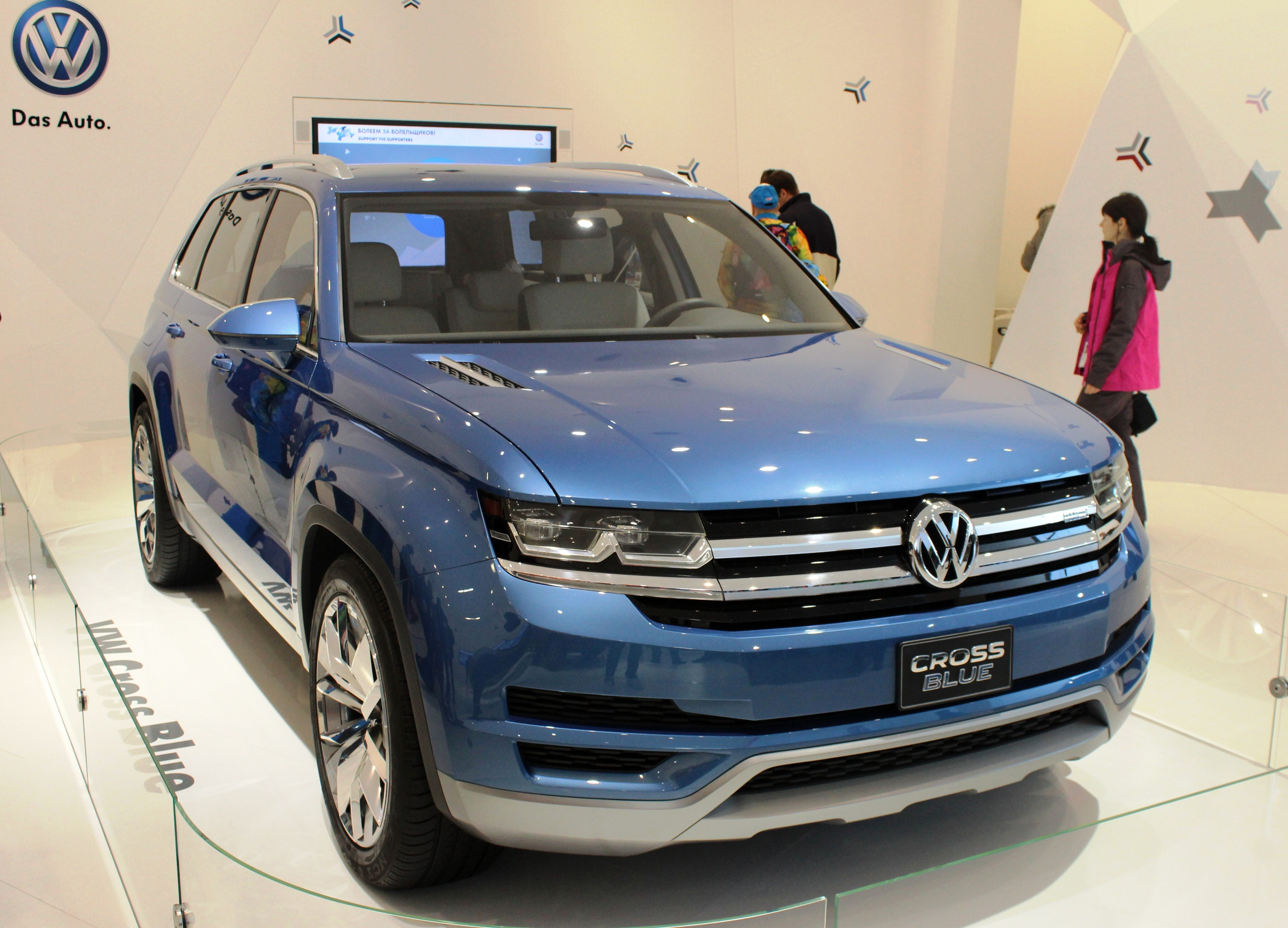
クロスブルーコンセプト

2013年にコンセプトモデルである「クロスブルーコンセプト」が発表され、2016年のロサンゼルスオートショーでは「アトラス」として発表された。
アトラスはフォルクスワーゲン（VW）で初めての3列シートSUVであり、同グループのMQBプラットフォームで生産される最大の車両である。米国のテネシー州・チャタヌーガ工場では、米国とカナダ市場向けのモデルが生産されている。
ロシア、アラビア半島、中華人民共和国およびメキシコではテラモント（TERAMONT）の車名で販売されており、中国市場では上海フォルクスワーゲンの寧波工場で生産されている。西ヨーロッパでの市場投入は計画されていない。

## 歴史

### 前史

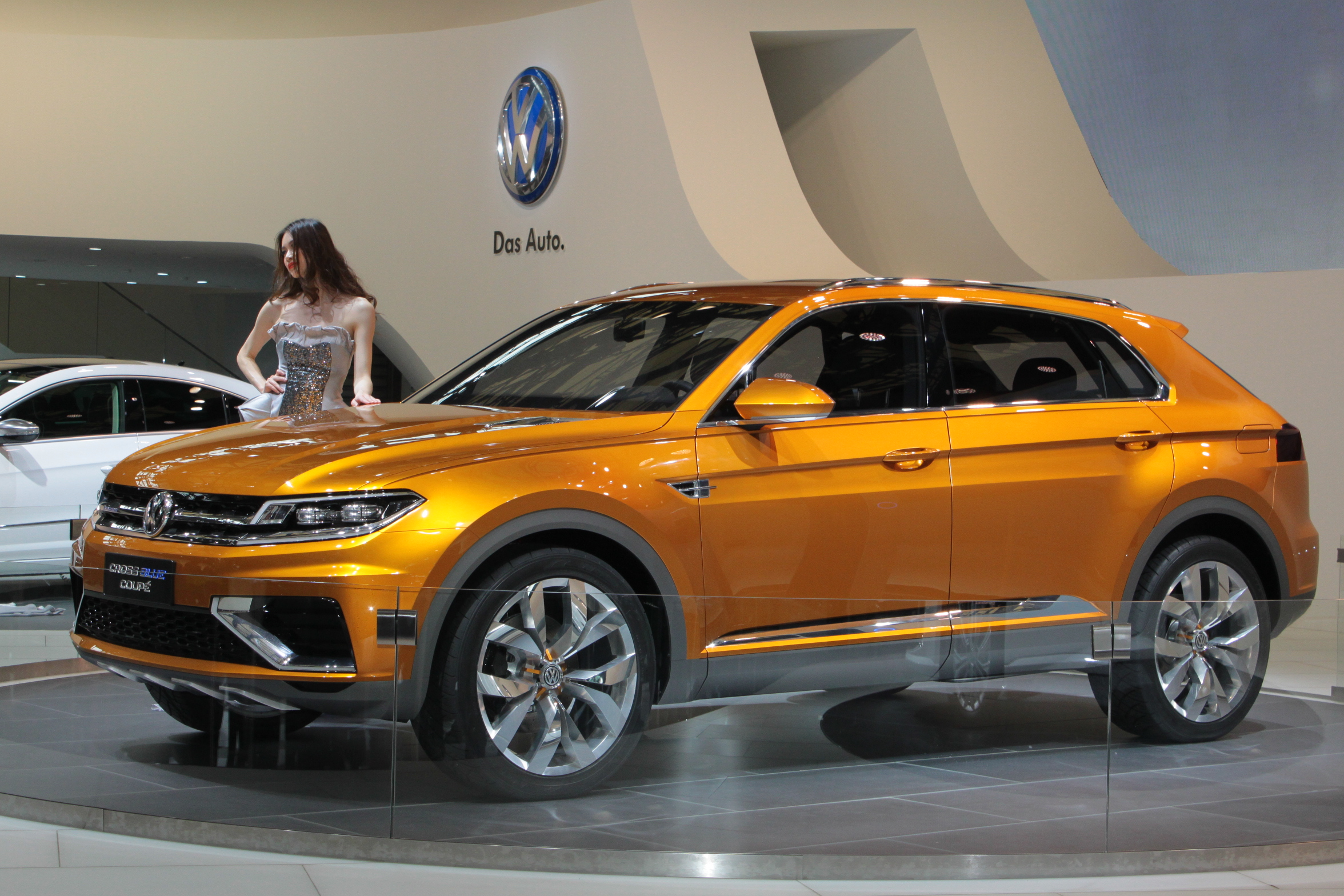
クロスブルークーペ（2013）

VWは、米国で活況を呈しているSUVセグメントの売上を大幅に伸ばすために、コンパクトなティグアンよりも大きいが、トゥアレグなどのトップクラスのSUVよりも安価な車両を必要としていた
2013年1月、コンセプトカー「クロスブルー」がデトロイトで開催された北米国際オートショーで発表された。車両には2.0LのTDIエンジンとプラグインハイブリッドシステムが装備されている。 同年、VWは上海モーターショーで、ハイブリッドシステムを搭載した「クロスブルー・クーペ（CrossBlueCoupé）」を発表した。その後、2015年の北米国際オートショーでは「クロスクーペGTE」が披露された。この車両には、3.6L V6ガソリンエンジンにプラグインハイブリッドが組み合わされていた。

### アトラス

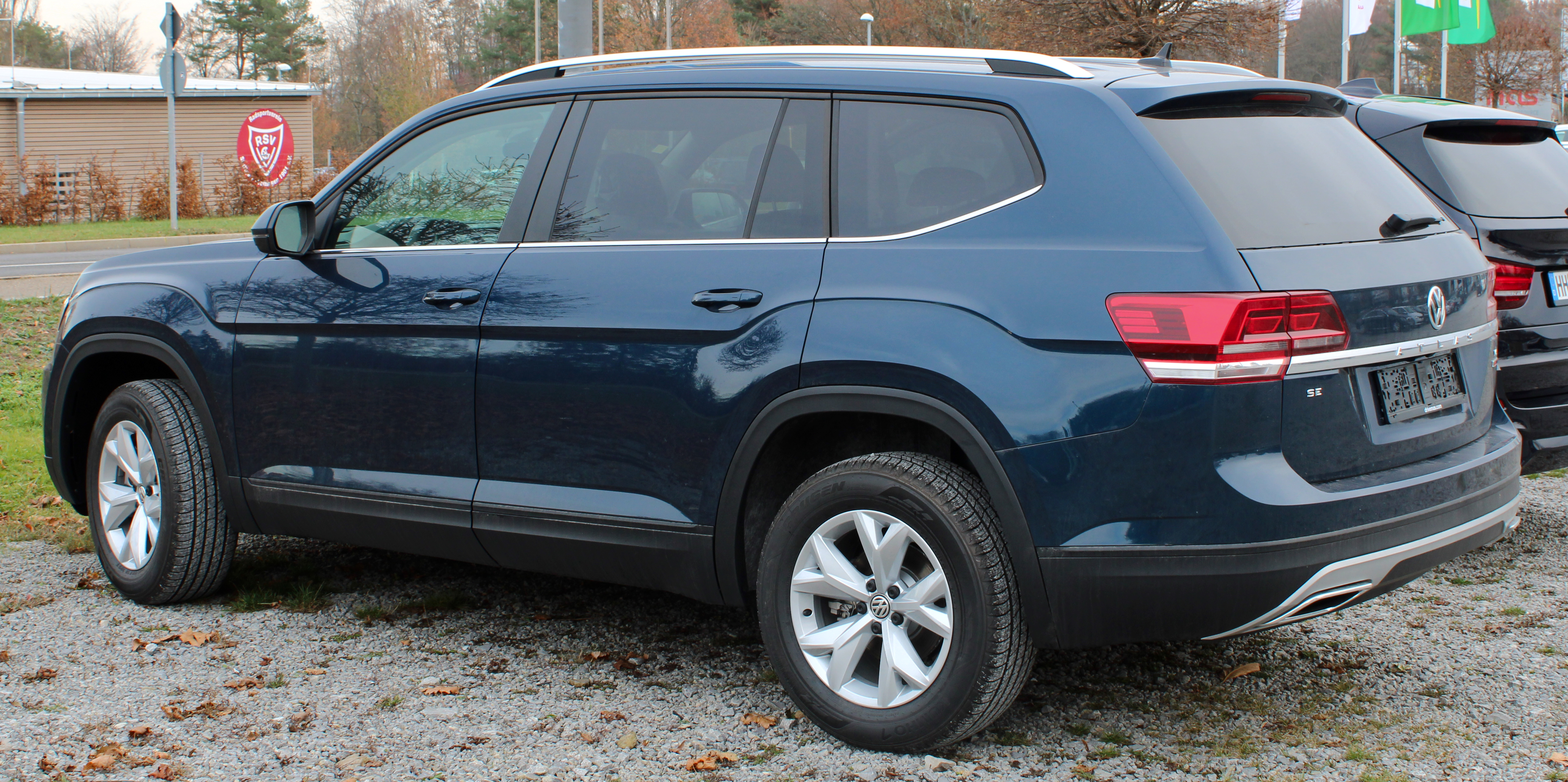
背面図

フォルクスワーゲンAGのCEOであるマルティン・ヴィンターコルンは、2014年7月14日にヴォルフスブルクでの記者会見で、チャタヌーガ工場の「ミッドサイズSUV」が第2モデルシリーズとしてPassat（NMS）を補完すると発表。そのために9億米ドルが投資され、2000人の新規雇用が生みだされる。
2016年10月27日、カリフォルニアのサンタモニカ・ピアで「アトラス」が世界初披露された。同年11月18日、LAオートショーでもデビューし、同年12月14日にはチャタヌーガ工場で量産を開始した。
2017年1月8日、VWはデトロイトオートショーでAtlas R-Lineを発表した。これは2017年中に発売される予定。
米国では2017年5月中旬からデリバリーが始まった。発売当初、アトラスは2018年モデルとして、排気量3.6Lで206 kW（280馬力）を発揮するVR6ガソリンエンジンと、ローンチエディション、SEとSEL、それぞれフロントと全輪駆動を備えたVR6ガソリンエンジンのみ設定された。同年秋以降、米国でも2.0 Lエンジンを搭載しているが、標準装備品は「S」と前輪駆動のみで、基本価格は30,500ドル。この新しい基本バージョン「S」は、フロントおよび四輪駆動の両方を備えたVR6エンジンでも使用でき、2.0Lエンジンを搭載した、前輪駆動のみの装備バリエーションSEおよびSELでも注文可能。
カナダでは、2017年1月20日から29日にかけて開催されたモントリオールオートショーでデビューした。2017年初夏からカナダ市場で発売されている。2.0L 直列4気筒と3.6L VR6のガソリンエンジン2種を搭載し、前輪駆動もしくは全輪駆動となる。グレード構成はトレンドライン、コンフォートライン、ハイライン、エクセクラインがあり、うちハイラインとエクセクラインはVR6のみの設定となる。
2018年10月には100,000台目が生産された。
2023年2月9日、アメリカのシカゴモーターショー2023において改良型を初公開した。新たなデザインのフロントグリルや、アダプティブ・フロントライティング・システムを備えた LEDヘッドライトを装備する。

#### Atlas Cross Sport、Atlas Tanoak、Atlas Basecamp Concept
2018年3月28日から4月8日まで開催されたニューヨーク国際自動車ショーで、VWはアトラスをベースとするコンセプトカー2台を発表した。クーペスタイルの屋根と後部を備えた5人乗りの「アトラスクロススポーツ」と、ダブルキャビン付きの5人乗りのピックアップ「アトラスタノーク」である。

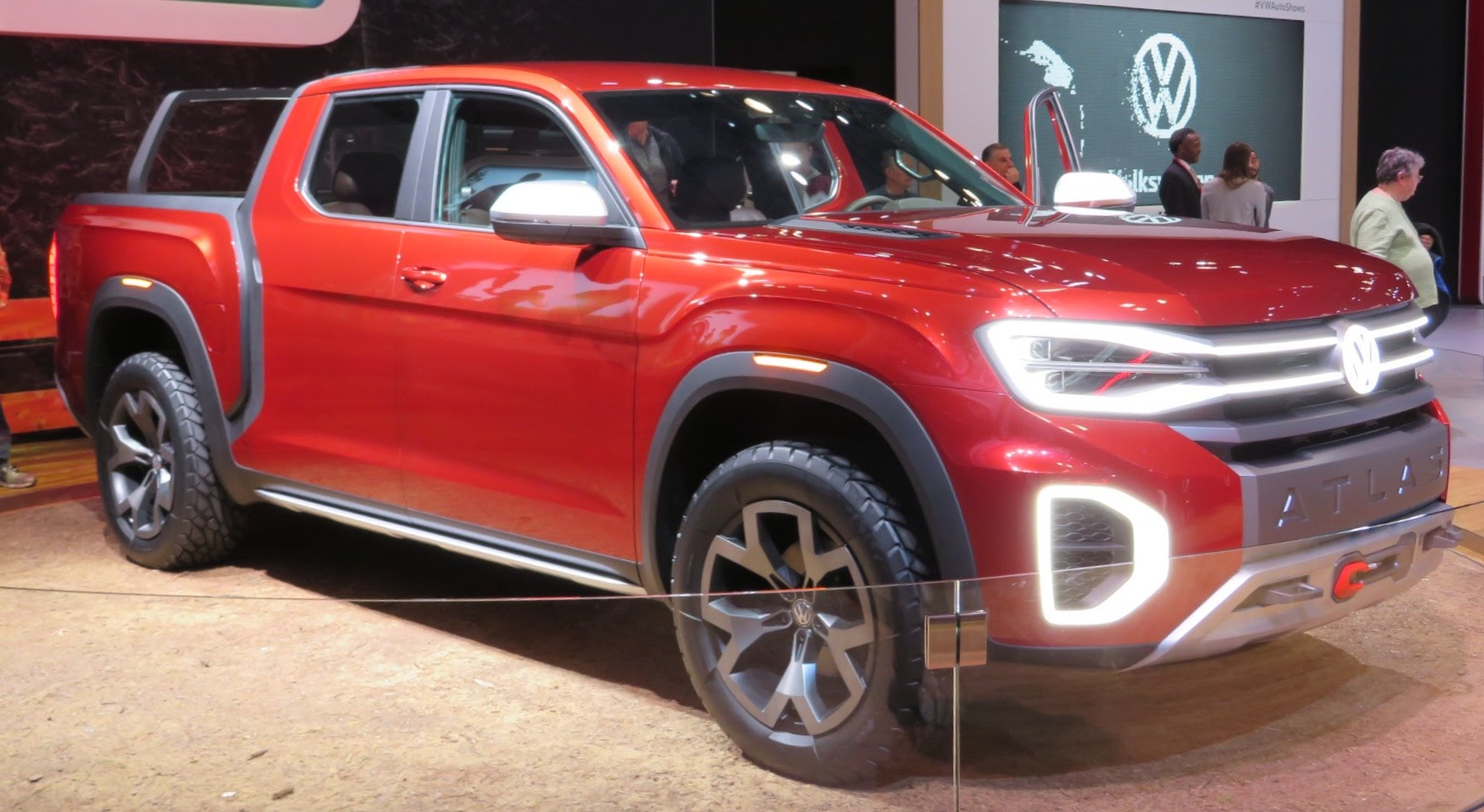
アトラスタノアク（2018）

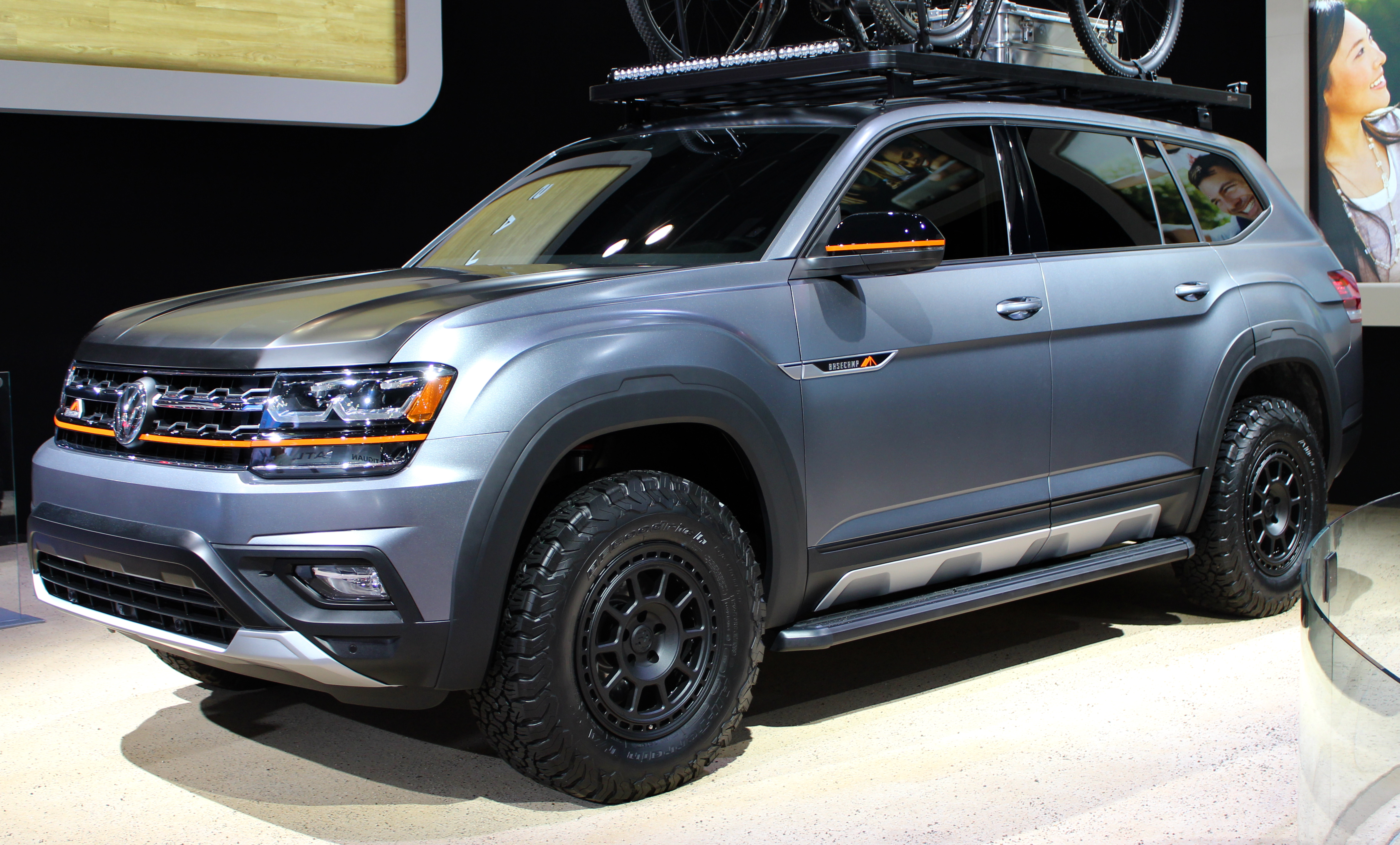
アトラスベースキャンプコンセプト（2019）

2車種ともMQBを採用しており、3.6Lの6気筒エンジンと4輪駆動、クロススポーツはハイブリッドを搭載している。
クロススポーツの市販版は、チャタヌーガ工場でアトラスとともに生産される予定。長さ5,438 mmのタノークは、米国西海岸に自生するタンオークにちなんで命名された。 2019年1月、タノークは市販しないと発表されたが、VWはフォードの提携により、アマロックの後継としてフォード車ベースのピックアップを新たに導入することを検討していると報じられた。
2019年春、コンセプトカー「アトラスベースキャンプコンセプト」がニューヨーク国際オートショーで発表され、38mmの高さのサスペンションやさまざまなオフロードアクセサリーを含む量産車と並べられた。
アトラスクロススポーツの量産版は、2019年10月に発表された。半年前に中国で発表されたテラモントXとほとんど同じ

### Teramont

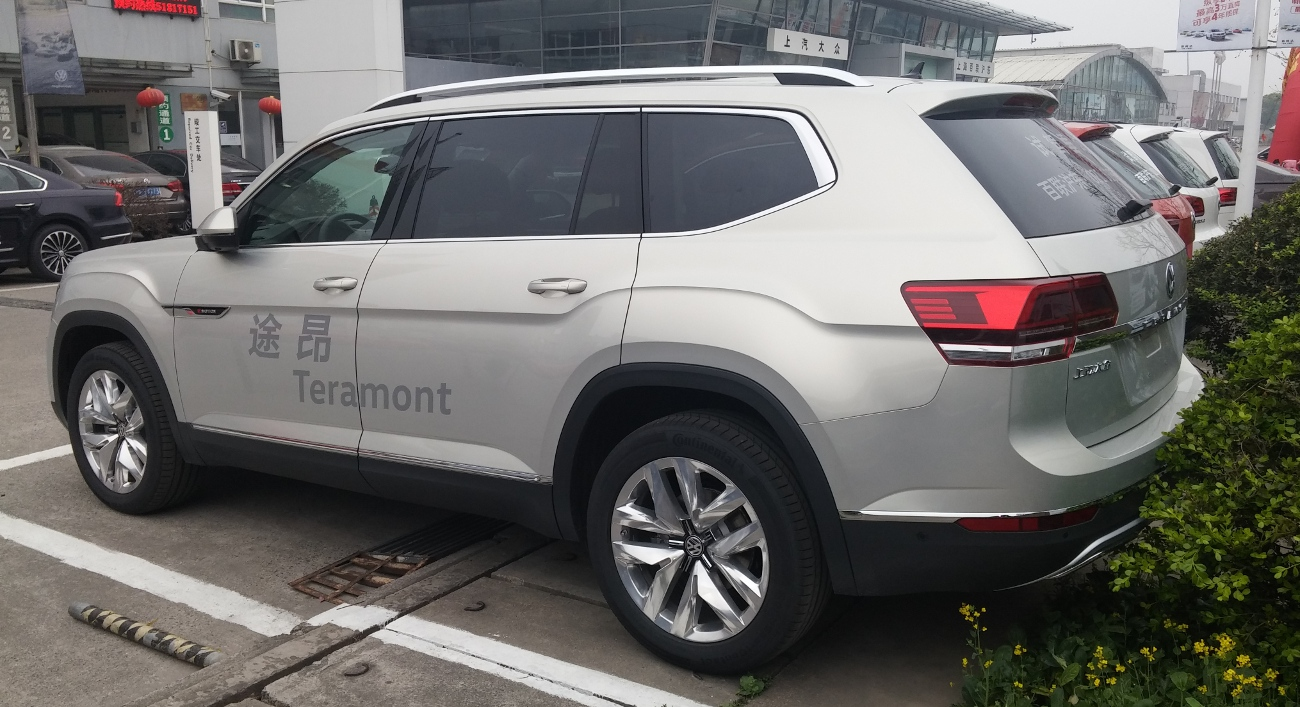
Teramont

テラモントは、2016年11月18日から広州で行われている第14回国際モーターショーで、2016年11月30日に初披露。そして 2016年11月30日、寧波工場で中国市場向けの量産が開始された。
2017年11月、ドバイ国際モーターショーでアラブ首長国連邦のプレミアを行った 。また、アラブ首長国連邦、バーレーン、カタール、クウェート、オマーン、サウジアラビアのアラビア半島でも販売されている。中東向けはアメリカのチャタヌーガ工場で生産され、四輪駆動を標準装備している。
ロシアでの初披露は、2018年8月にモスクワで開催されるモスクワ国際モーターショーで行われた。162 kW（220hp）R4-2.0L TSIエンジンとVR6-3.6L FSIエンジンを搭載したモデル、オリジン、リスペクト、ステータス、およびエクスクルーシブバージョンが提供されている。280hpのエンジンに4輪駆動が組み合わせられる。ロシアでの初披露は、2018年8月にモスクワで開催されるモスクワ国際モーターショーで行われた。
メキシコでは2019年から販売されている。TrendlineとしてR4-2.0L TSIエンジン（238hp / 350Nm）、Comfortline、Comfortline Plus、Highline機器バージョンでVR6-3.6L FSIエンジン（280hp / 360Nm）を搭載しており、8速ATが組み合わせられる。

#### テラモントX

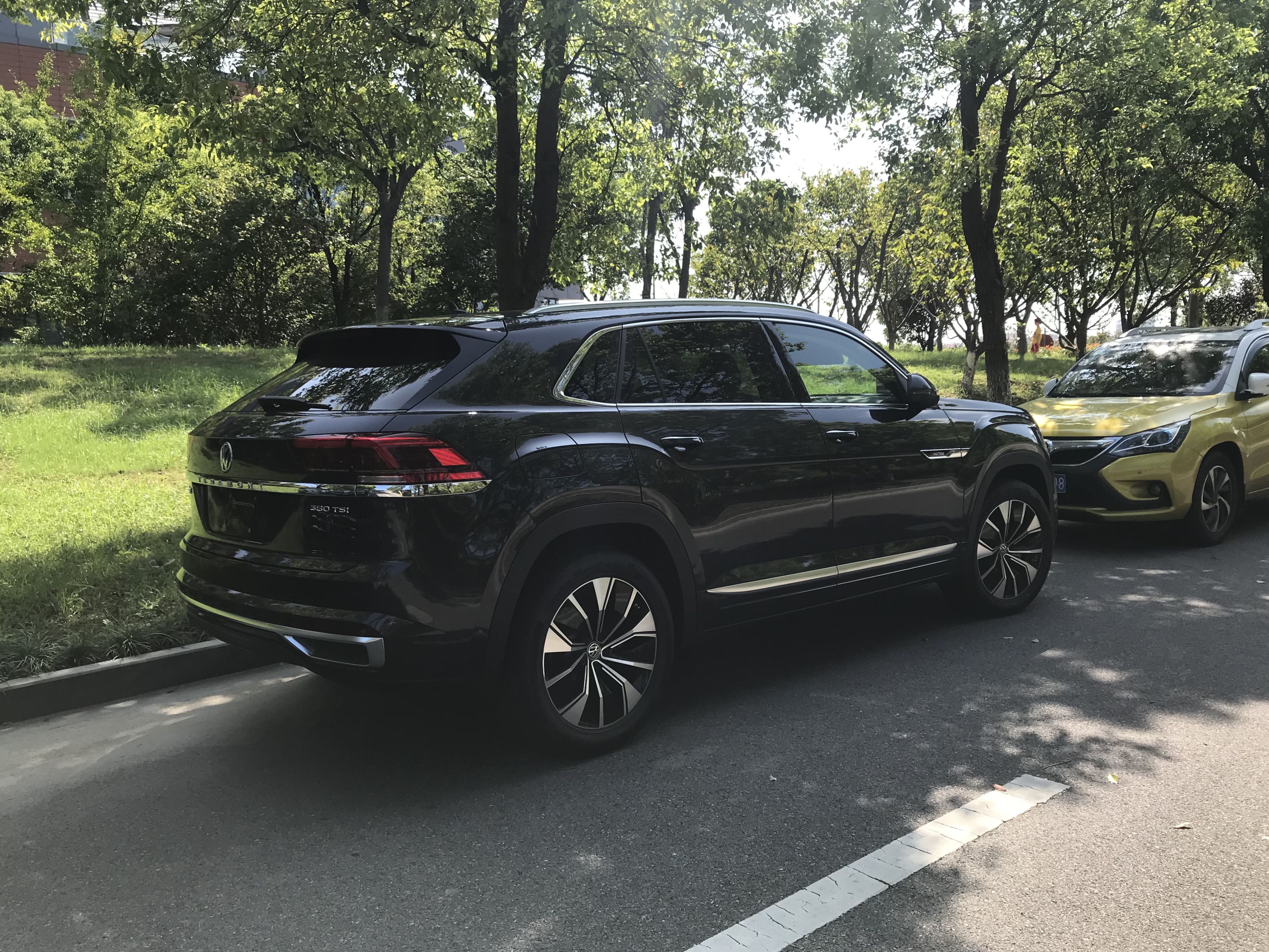
テラモントX

2019年5月、上海フォルクスワーゲンからファストバックのスタイルのテラモントの5人乗り型のテラモントXが発表された。

### 生産フィギュア
アトラスとテラモントのモデルから合計で生産された： 
| 年   | 2016 | 2017   | 2018   |
| ---- | ---- | ------ | ------ |
| 番号 | 386  | 129724 | 166034 |

## テクノロジー
VR6ガソリンエンジンに加えて、TFSI 2.0L 4気筒エンジンも選択可能。ロシアではディーゼルエンジン仕様も販売される。アイシン自動変速機がアトラスに標準装備されている。

### 技術資料
|                                     | アトラス2.0Lターボ                  | アトラス3.6L V6                     | テラモント330 TSI                     | テラモント380 TSI                     | テラモント530 V6                      |
| 建設期間                            | 2017年3月以降                       | 2017年3月以降                       | 2017年3月以降                         | 2017年3月以降                         | 2017年3月以降                         |
| エンジン                            |                                     |                                     |                                       |                                       |                                       |
| エンジン型式                        | VW EA888                            | VW VR6                              | VW EA888                              | VW EA888                              | VW EA390                              |
| エンジンタイプ                      | ガソリン直列4気筒                   | ガソリンVR 6気筒                    | ガソリン直列4気筒                     | ガソリン直列4気筒                     | ガソリンVR 6気筒                      |
| 過給機                              | ターボチャージャー                  | -                                   | ターボチャージャー                    | ターボチャージャー                    | ターボチャージャー                    |
| 容量                                | 1984 CC                             | 3597 CC                             | 1984 CC                               | 1984 CC                               | 2492 CC                               |
| 最高出力                            | 175 / 4500                          | 206 / 6200                          | 137 / 4100-6000                       | 162 / 4500-6200                       | 220 / 6000                            |
| 最大トルク                          | 350 Nm / 1600                       | 360 Nm / 2750                       | 320 Nm / 1500-4000                    | 350 Nm / 1500-4400                    | 500 Nm / 2750-3500                    |
| 送電                                |                                     |                                     |                                       |                                       |                                       |
| 駆動方式（標準装備）                | 前輪駆動                            | 前輪駆動                            | 全輪駆動                              | 全輪駆動                              | 全輪駆動                              |
| 駆動方式（オプション設定）          | -                                   | 全輪駆動                            | -                                     | -                                     | -                                     |
| トランスミッション                  | 8速オートマチックトランスミッション | 8速オートマチックトランスミッション | 7速デュアルクラッチトランスミッション | 7速デュアルクラッチトランスミッション | 7速デュアルクラッチトランスミッション |
| 測定値                              |                                     |                                     |                                       |                                       |                                       |
| トップスピード                      |                                     | 190 km / h（規制）                  | 200 キロ/ hの                         | 210 キロ/ hの                         | 225 キロ/ hの                         |
| 0-100 km/h加速                      |                                     | 8.9秒                               | 9.3秒                                 | 8.3秒                                 | 6.9秒                                 |
| 100kmあたり燃料消費量（複合モード） | 9.8 lスーパー                       | 12.4 lスーパー                      | 7.5リットルスーパー                   | 8.8 lスーパー                         | 10.1 lスーパー                        |
| 車体重量                            | 1915 キロ                           | 2042 キロ                           | 1945 キロ                             | 2025 キロ                             | 2125 キロ                             |
| タンク容量                          | 70リットル                          | 70リットル                          | 70リットル                            | 70リットル                            | 70リットル                            |

## 受賞歴
2017年夏、ハイウェイ安全保険協会は、ヘッドランプとチャイルドシートアタッチメントの使いやすさを除いて、Atlas TOP SAFETY PICKを命名。最高の評価。
アメリカ最大の自動車ウェブサイトの1つであるCars.comは、2018年1月にアトラスをBest of 2018にノミネートした。
アメリカの子供の発達に関する人気の科学雑誌Parentsとアメリカの自動車ウェブサイトEdmunds.com Inc.は、2018年6月にベスト3列SUV （3列スポーツユーティリティビークル ）の1つとしてアトラスが受賞 。
モーターウィーク、アメ車のテレビシリーズは、最高の大型ユーティリティのカテゴリのMotorWeekのドライバーズチョイス賞にアトラス2019を選出。

## 車名
「ATLAS」は、ギリシア神話に登場する神「アトラース」に由来する。日産・アトラスとは名称の由来が同じだけで無関係である。
中東地域、中国、ロシアでは、「テラモント（TERAMONT）」の名で販売されている。